# Liste von Buchten der Insel Zypern

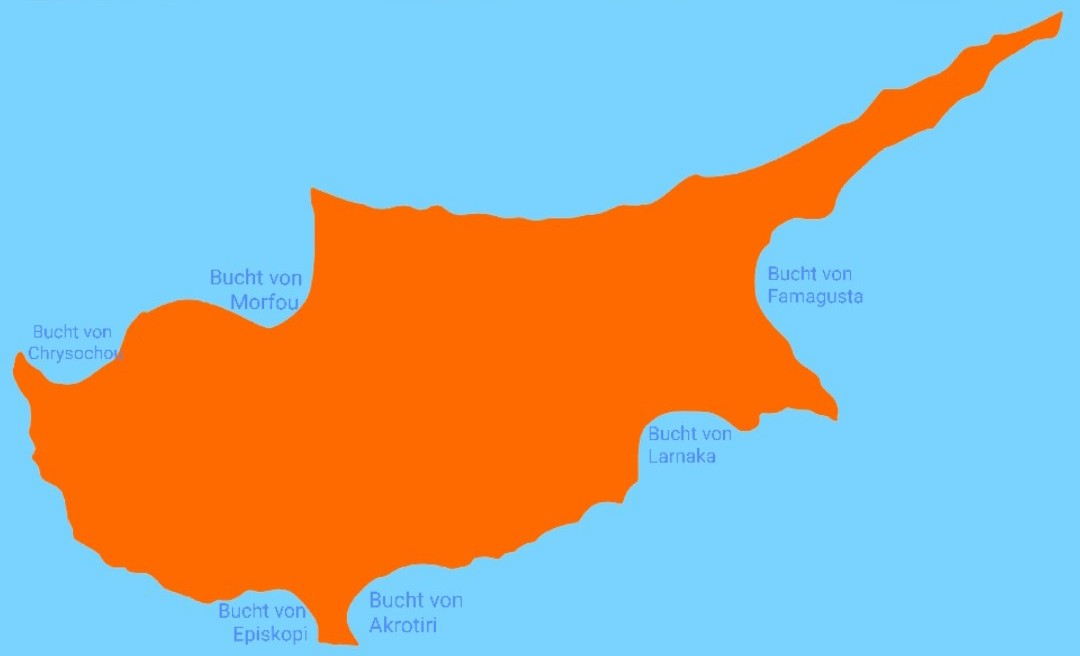
Lage der Buchten

Die folgende Liste verzeichnet die bedeutendsten Meeresbuchten der Insel Zypern, aufgelistet nach dem Alphabet.
Durch Klick auf das linke Symbol in der Koordinatenspalte können die Buchten auf einer interaktiven Karte angezeigt werden.
| Name                 | Gebiet                        | Bild                                           | Koordinaten | Quelle |
| -------------------- | ----------------------------- | ---------------------------------------------- | ----------- | ------ |
| Bucht von Akrotiri   | Republik Zypern und Akrotiri  | Blick über Limassol auf die Bucht von Akrotiri | ⊙           | [ 1 ]  |
| Bucht von Chrysochou | Republik Zypern               | Die Bucht von Chrysochou                       | ⊙           | [ 2 ]  |
| Bucht von Episkopi   | Akrotiri                      | Nordwestküste der Episkopi-Bucht               | ⊙           | [ 3 ]  |
| Bucht von Famagusta  | Türkische Republik Nordzypern | Die Bucht von Famagusta in Varosia             | ⊙           | [ 4 ]  |
| Bucht von Larnaka    | Republik Zypern und Dekelia   | Larnaka an der Bucht von Larnaka               | ⊙           | [ 5 ]  |
| Bucht von Morfou     | Türkische Republik Nordzypern | Panoramablick auf die Bucht von Morfou         | ⊙           | [ 6 ]  |